# Нешкув
Нешкув (пол. Nieszków) — село в Польщі, у гміні Слабошув Меховського повіту Малопольського воєводства.
Населення — 197 осіб (2011).
У 1975-1998 роках село належало до Келецького воєводства.

## Демографія
Демографічна структура станом на 31 березня 2011 року:
|          | Загалом | Допрацездатний вік | Працездатний вік | Постпрацездатний вік |
| -------- | ------- | ------------------ | ---------------- | -------------------- |
| Чоловіки | 101     | 28                 | 63               | 10                   |
| Жінки    | 96      | 21                 | 55               | 20                   |
| Разом    | 197     | 49                 | 118              | 30                   |